# PowerVR2 DC
Le PowerVR2 DC est le processeur 3D qui anime la Dreamcast. Fabriqué par NEC et dérivé du PowerVR2 qui fut boudé par les possesseurs de PC, il fut toutefois choisi par Sega qui préféra abandonner sa collaboration avec 3DFX. Cette puce prend également place sous forme doublée dans les cartes d'arcade Naomi2 de Sega, assurant des portages aisés entre les deux systèmes.